# Цимсен, Гуго Вильгельм фон
Гуго Вильгельм фон Цимсен (13 декабря 1829, Грайфсвальд — 21 января 1902, Мюнхен) — германский врач-терапевт и клиницист, медицинский писатель, преподаватель, тайный советник, директор муниципальной больницы.

## Биография
Гуго Вильгельм фон Цимсен родился в семье шведских эмигрантов. В 1848 году поступил изучать медицину в Грайфсвальдский университет, затем перешёл в Берлинский и позже в Вюрцбургский университет, где завершил получение образования. После этого провёл год в Вюрцбурге в качестве ассистента Рудольфа Вирхова. С 1852 по 1854 год вновь учился в Грайфсвальдском университете, где получил степень доктора медицины. В том же году с отличием сдал экзамен государственной комиссии на право заниматься врачебной практикой и затем до 1861 года работал ассистентом известных учёных-медиков в Грайфсвальде.
В 1856 году защитил габилитационную диссертацию и с того же года начал читать лекции в Грайфсвальдском университете; в 1861 году был назначен экстраординарным профессором этого университета. В 1863 году перешёл работать в Эрлангенский университет, где был назначен профессором на кафедру патологии и клинической терапии и одновременно директором клиники при университете. Во время Франко-прусской войны 1870—1871 годов руководил санитарным поездом из Нюрнберга во Францию и работал в больницах Меца. В 1874 году перешёл профессором на кафедру в Мюнхенском университете и возглавил муниципальную больницу в этом городе. В 1877 году создал клинический институт при университете. В 1898 году был инициатором создания факультета гидро-, механо-электро-терапии и физиотерапии в университете Мюнхена. В 1899 году стал почётным гражданином города, после его смерти в его честь была названа одна из улиц Мюнхена.
Главные работы Цимсена относились к методам лечения воспаления лёгких и тифозных заболеваний, болезней гортани и пищевода. Он также занимался вопросами о применении электричества в терапии. Особенной известностью пользовалось его сочинение «Handbuch der speciellen Pathologie und Therapie» (17 томов, Лейпциг, 1875—1884 и позже; в сотрудничестве с многими германскими учёными (в состав этого труда входит и «Handbuch der Hygiene und der Orewerbekrankheiten» вместе с Петтенкофером, Лейпциг, 1882—1886) и «Handbuch der allgemeinen Therapie» (1880—1884). Большая часть обоих «Handb.» переведены на русский язык «Die Elektrizität in der Medizin» (5-е издание — 1887, перевод на рус. язык); «Pleuritis und Pneumonie im Kindesalter» (1862); «Die Kaltwasserbehandlung des Typhus» (вместе с Иммерманном, 1870); «Ueber die Behandlung des Magengeschwürs» (1871); «Klinische Vortrage» (1887, русский перевод); «Pharmacopea clinica» (5 изданий, 1890). Кроме того, Цимсен изданы работы, произведённые в его клиническом институте, в 3-х томах (Лейпциг, 1884—1993; «Annalen der städtischen Krankenhäuser in München» (больничные отчёты, 1878—1896). С 1865 года редактировал вместе с Целлером «Deutsche Archiv für klinische Medizin».